# 수잔느 더글러스
수잰 더글러스(Suzzanne Douglas, 1957년 4월 12일 ~ 2021년 7월 6일)는 미국의 배우이다. 췌장암으로 사망하였다.

## 출연 작품

### 영화
- 승리의 탭 댄스 (1989, Tap)
- 제이슨가의 초상 (1994, Jason's Lyric)
- 레게 파티 (1998)
- 사운더 (2003, Sounder) - 엄마 역

### 텔레비전
- Promised Land (1997-98)